# Lijst van gemeenten in Kastamonu
Onderstaande lijst bevat alle gemeenten (2000) in de Turkse provincie Kastamonu.
| District    | Gemeente    |
| ----------- | ----------- |
| Abana       | Abana       |
| Ağlı        | Ağlı        |
| Araç        | Araç        |
| Azdavay     | Azdavay     |
| Bozkurt     | Bozkurt     |
| Cide        | Cide        |
| Çatalzeytin | Çatalzeytin |
| Daday       | Daday       |
| Devrekani   | Devrekani   |
| Doğanyurt   | Doğanyurt   |
| Hanönü      | Hanönü      |
| İhsangazi   | İhsangazi   |
| İnebolu     | İnebolu     |
| Kastamonu   | Kastamonu   |
| Küre        | Küre        |
| Pınarbaşı   | Pınarbaşı   |
| Seydiler    | Seydiler    |
| Şenpazar    | Şenpazar    |
| Taşköprü    | Taşköprü    |
| Tosya       | Ortalıca    |
| Tosya       | Tosya       |